# Marc Richir
Marc Richir (Charleroi, 2 febbraio 1943 – Avignone, 9 novembre 2015) è stato un filosofo belga naturalizzato francese.

## Biografia
Marc Richir fu un filosofo di origine belga, pur avendo trascorso gran parte della sua vita in Provenza nel sud della Francia. È considerato uno dei principali fenomenologi della sua generazione. La sua copiosa produzione filosofica - non meno di ventun opere e più di duecento articoli - si occupò di molti temi di differente provenienza, come l'antropologia politica, la filosofia della scienza (in particolare matematica e fisica), l'estetica, il pensiero mitico, la psicopatologia, ecc., ma fu senza dubbio la fenomenologia a costituire il suo campo d'indagine principale. In questo senso, Richir si considerò erede di Edmund Husserl, con le opere del quale intrattenne un dialogo costante: pur rimanendo fedele allo spirito di ricerca inaugurato dal fondatore della fenomenologia, non per questo Richir si mantenne però entro posizioni ortodosse dal punto di vista husserliano.

## Attività editoriale
Durante il suo primo periodo di attività filosofica, Marc Richir partecipò alla creazione della rivista Textures, insieme, tra gli altri, a Max Loreau, Robert Legros, Cornelius Castoriadis, Claude Lefort, Marcel Gauchet . Alla fine degli anni ottanta divenne direttore della collezione Krisis dell'editore Jérôme Millon di Grenoble. Curò la pubblicazione francese di un gran numero di classici della filosofia e della fenomenologia: Le Livre des XXIV philosophes, Suárez, Schelling, Condillac, Husserl, Binswanger, Patočka, Maldiney, Simondon, Kimura Bin, E. Strauss. Diede inoltre alle stampe studi storici e importanti commentari, come quelli di J. Taminiaux, F. Pierobon, J. Greisch, S. Breton, ecc., traducendo inoltre in francese alcune opere inedite di Husserl (Hua XXIII, Hua XXXIV, Hua XXXIII, Hua XXXV, Hua XXXIII). Contribuì infine al libro Utopia 3 - La question de l'art au 3e millénaire (2012), sotto la direzione di Ciro Giordano Bruni.